# Достык (станция)
Достык (каз. Достық) — железнодорожная станция Алматинского отделения Казахстанских железных дорог.
Расположена на участке Актогай — Достык.
Маршрут Актогай — Достык был открыт в 1954 году, а в 1990 году он был соединен с китайской станцией Алашанькоу.
В советский период станция также носила название Дружба; в 2007 году станцию официально переименовали в Достык с тем же значением.